# Ernst Müller-Scheessel

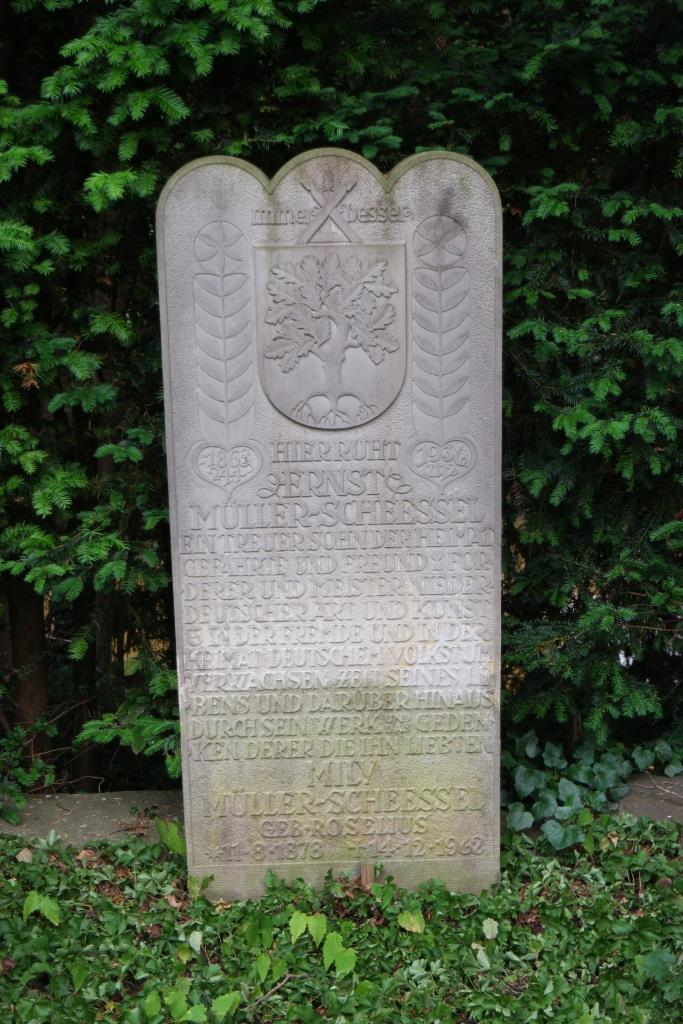
Grab von Ernst Müller-Scheessel auf dem Riensberger Friedhof

Ernst Müller-Scheesel (auch Müller-Scheeßel, * 24. April 1863 in Scheeßel; † 11. Dezember 1936 in Bremen) war ein deutscher Künstler, Mitbegründer des Bremer Künstlerbundes und Professor an der Kunstgewerbeschule Bremen.

## Biografie
Müller wurde 1863 als siebtes Kind des Kaufmanns Adolf Conrad Müller und dessen Ehefrau geboren. Er besuchte die Kunstschule in Hannover sowie die Kunstgewerbeschule in Berlin. Dort absolvierte er parallel zum Schulbesuch eine Ausbildung zum Glasmaler. 1888 wanderte Müller nach Kanada aus.
1896 kehrte er nach Deutschland zurück, um in München bei Anton Azbe zu studieren. Im Jahr darauf zog er nach Bremen zurück. Er änderte seinen Nachnamen in Müller-Scheessel. 1903 heiratete er Emilie Roselius, eine Schwester des Kaffee-Produzenten Ludwig Roselius. Müller-Scheessel war Mitbegründer der Zeitschrift Niedersachsen, für die er auch Illustrationen beisteuerte. Er errichtete 1908 das Kunstgewerbehaus auf dem Meyerhof in Scheeßel.

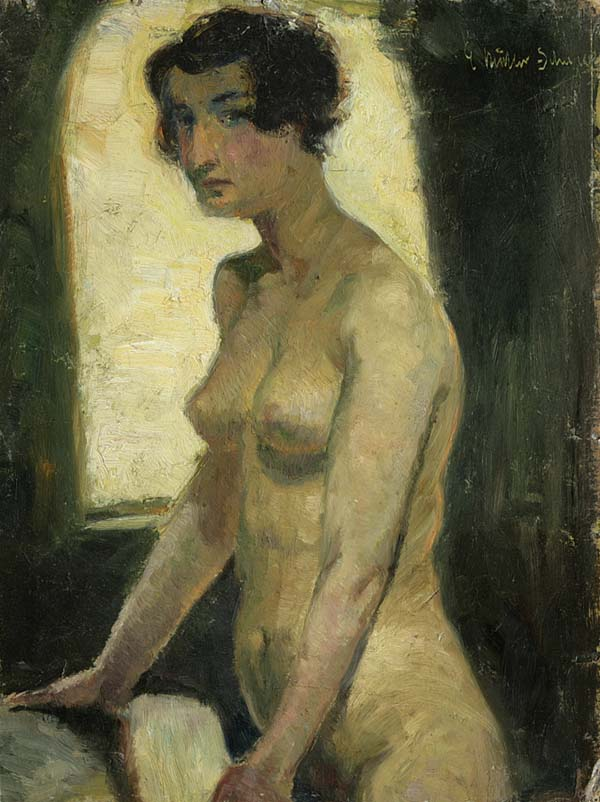
Ernst Müller-Scheessel: Stehender weiblicher Akt (Öl auf Karton)

1910 richtete sich der Künstler in der Bremer Böttcherstraße, im Roselius-Haus, ein Atelier ein. Dort fand auch 1913 seine erste Ausstellung statt. Gezeigt wurden damals ungefähr 150 Werke in Öl, Aquarell und Gouache sowie einige seiner Arbeiten aus dem Bereich Möbeldesign.
1918 war er Mitbegründer des Bremer Künstlerbundes, im Jahr darauf ging er an die Bremer Volkshochschule, an der er im Fach Niederdeutsches Kunstgewerbe unterrichtete. Parallel dazu unterrichtete er an der Kunstgewerbeschule in Bremen die Fächer Aquarellieren und Glasmalerei.
Am 13. Oktober 1928 wurde das von Müller-Scheessel umgestaltete Roselius-Haus als Museum alter niederdeutscher Kunst und Volkskultur eröffnet. 1934 berief der Bremer Senat Müller-Scheessel zum Professor. Müller-Scheessel lehrte daraufhin an der Hochschule für Künste.
Am 11. Dezember 1936 erlitt der Künstler einen tödlichen Herzschlag. Er wurde auf dem Riensberger Friedhof beigesetzt.